# Бороздинська сільська рада
Борозди́нська сільська рада (рос. Бороздинский сельский совет) — сільське поселення у складі Альменєвського району Курганської області Росії.
Адміністративний центр — село Бороздинка.
Населення сільського поселення становить 548 осіб (2017; 842 у 2010, 1260 у 2002).

## Склад
До складу сільського поселення входять:
| Населений пункт       | Населення, осіб (2002) | Населення, осіб (2010) |
| --------------------- | ---------------------- | ---------------------- |
| Бороздинка, село      | 508                    | 326                    |
| Іскандарово, присілок | 196                    | 124                    |
| Майлик, присілок      | 371                    | 266                    |
| Щучанка, присілок     | 185                    | 126                    |